# Acquarzente
L'acquarzente è il nome con cui gli accademici del Cimento chiamavano lo spirito di vino, cioè l'alcool.
Fu utilizzato come liquido termometrico al posto dell'acqua. Infatti, "l'uso di pigliare acquarzente per questi strumenti, più tosto che acqua naturale, è primieramente a cagione ch'ella è più gelosa, cioè sente prima di quella le minime alterazioni del freddo e del caldo, e più presto per entro sé ricevendole, per la sua gran leggerezza incontanente si move. In secondo luogo l'acqua naturale, per nobile e pura che sia, in processo di tempo fa sempre qualche residenza o posatura di fecce che a poco a poco imbratta il cristallo ed offusca la sua chiarezza; dove il sottilissimo spirito del vino, o acquarzente che dir vogliamo, si mantiene sempre bella, e non vien mai a perder quel fior di limpidezza, conesso il qual si riserra" (Saggi di naturali esperienze, Firenze, 1667).